# 人気4番組合体! ヘキサはねるホンマ!?123 4時間ブチ抜きスペシャル
- クイズ!ヘキサゴンII > 人気4番組合体! ヘキサはねるホンマ!?123 4時間ブチ抜きスペシャル
- はねるのトびら > 人気4番組合体! ヘキサはねるホンマ!?123 4時間ブチ抜きスペシャル
- ホンマでっか!?TV > 人気4番組合体! ヘキサはねるホンマ!?123 4時間ブチ抜きスペシャル
- ザ・ベストハウス123 > 人気4番組合体! ヘキサはねるホンマ!?123 4時間ブチ抜きスペシャル

『人気4番組合体! ヘキサはねるホンマ!?123 4時間ブチ抜きスペシャル』（にんき4ばんぐみがったい! ヘキサはねるホンマ!?ワンツースリー 4じかんブチぬきスペシャル）は、フジテレビ系列で2011年2月9日 19:00 - 22:48（JST）に放送された特別番組である。『クイズ!ヘキサゴンII』、『はねるのトびら』、『ホンマでっか!?TV』、『ザ・ベストハウス123』の4番組によるコラボレーションバラエティ番組。

## 概要
当時、フジテレビ系列の水曜日のゴールデンタイム・プライムタイムにてレギュラー放送されていた『クイズ!ヘキサゴンII』（19:00 - 19:57）、『はねるのトびら』（19:57 - 20:54）、『ホンマでっか!?TV』（21:00 - 21:54）、『ザ・ベストハウス123』（22:00 - 22:54）の人気4番組がそれぞれの番組の枠を超えてコラボレーションした特別番組が、2011年2月9日（水曜日）19:00 - 22:48に『人気4番組合体! ヘキサはねるホンマ!?123 4時間ブチ抜きスペシャル』と題して放送された。
平均視聴率は17.0%だった（ビデオリサーチ調べ、関東地区・世帯・リアルタイム）。

## 番組内容
- コラボ番組のため、出演者も内容も混在した形式で放送された。
- 『クイズ!ヘキサゴンII』ブロックには、はねトびメンバーが参戦する形で放送された。
- 『はねるのトびら』ブロックには、人気コーナー「ほぼ100円ショップ」に島田紳助が参戦する形で放送された。
- 『ホンマでっか!?TV』ブロックには、人気コーナー「ホンマでっか!?人生相談」にはねトびメンバー、ロンドンブーツ1号2号と本上まなみがゲスト出演する形で放送された。
- 『ザ・ベストハウス123』ブロックには、ホンマでっか!?評論家がゲスト出演する形で放送された。

## 通常放送と異なる点
- 『はねるのトびら』の「ほぼ100円ショップ」は、『クイズ!ヘキサゴンII』のスタジオを流用して収録された。
- はねトびメンバーが、『クイズ!ヘキサゴンII』のスタジオから『ホンマでっか!?TV』のスタジオへ移動するシーンが放送された。
- 『ホンマでっか!?TV』の「人生相談」には、『ザ・ベストハウス123』の収録で出番を控えているロンドンブーツ1号2号と本上まなみを呼び出す形で出演した。
- 『ザ・ベストハウス123』では、『ホンマでっか!?TV』お馴染みのBGM演出をパロディで放送された。

## タイムテーブル
| 時間          | 形式                                                |
| ------------- | --------------------------------------------------- |
| 19:00 - 19:58 | クイズ!ヘキサゴンII×はねるのトびら                  |
| 19:58 - 20:56 | はねるのトびら×クイズ!ヘキサゴンII                  |
| 20:56 - 21:52 | ホンマでっか!?TV×はねるのトびら×ザ・ベストハウス123 |
| 21:52 - 22:48 | ザ・ベストハウス123×ホンマでっか!?TV                |

## 出演者
- 島田紳助
- 中村仁美
- つるの剛士
- 上地雄輔
- 岡田圭右（ますだおかだ）
- 具志堅用高
- クリス松村
- 小島よしお
- 崎本大海
- 品川庄司（品川祐・庄司智春）
- アンガールズ（田中卓志・山根良顕）
- FUJIWARA（原西孝幸・藤本敏史）
- 元木大介
- 森公平（新選組リアン）
- 山田親太朗
- ラサール石井（コント赤信号）
- 渡辺正行（コント赤信号）
- 里田まい
- スザンヌ
- 木下優樹菜
- misono
- 南明奈
- 森千晶
- 矢口真里

- キングコング（西野亮廣・梶原雄太）
- ドランクドラゴン（塚地武雅・鈴木拓）
- ロバート（秋山竜次・馬場裕之・山本博）
- 北陽 （虻川美穂子・伊藤さおり ）
- インパルス（板倉俊之・堤下敦）

- 明石家さんま
- 加藤綾子
- ブラックマヨネーズ（小杉竜一・吉田敬）
- マツコ・デラックス
- 磯野貴理子
- 島崎和歌子
- 宮崎哲弥
- 武田邦彦
- 池田清彦
- 金子哲雄
- テレンス・リー
- 井上公造
- 大柳葵理絵
- 門倉貴史
- 植木理恵
- 澤口俊之
- 尾木直樹
- 児玉光雄
- 重田みゆき

- ロンドンブーツ1号2号（田村淳・田村亮）
- 本上まなみ
- 荒俣宏
- 茂木健一郎